# Waltraud Kofler-Engl
Waltraud Kofler-Engl (* 1959 in Terenten) ist eine Südtiroler Kunsthistorikerin und Denkmalpflegerin.

## Biographie
Kofler-Engl studierte Kunstgeschichte und Geschichte an den Universitäten Innsbruck und Florenz. 1984 promovierte sie in Innsbruck mit einer Dissertation über die spätromanische und frühgotische Wandmalerei in Tirol. Nachdem sie zwei Jahre lang als Gymnasiallehrerin gearbeitet hatte, wurde sie 1986 Beamtin im Südtiroler Landesdenkmalamt. 1995 stieg sie zur Direktorin des Amts für Bau- und Kunstdenkmäler auf. 2014 wurde sie in der Nachfolge Leo Andergassens Landeskonservatorin und übernahm somit die gesamte Abteilung Denkmalpflege. Schon 2015 kehrte sie wieder auf ihre vorherige Stelle als Amtsdirektorin zurück. Kofler-Engls Fachgebiete sind die mittelalterliche Wandmalerei und die architektonische Stilbewegung des Rationalismus in Südtirol.

## Publikationen (Auswahl)
- Die frühgotische Wandmalerei in Tirol: stilgeschichtliche Untersuchung zur „Linearität“ in der Wandmalerei von 1260–1360. Edition Sturzflüge, Bozen 1995. ISBN 3-900949-09-3
- (Mithrsg.) Die Laimburg: Geschichte – Archäologie – Restaurierung. Athesia, Bozen 2006. ISBN 978-88-8266-398-8
- (Mithrsg.) Die Mühlbacher Klause: Geschichte – Archäologie – Restaurierung. Athesia, Bozen 2009. ISBN 978-88-8266-617-0